# Самсони (Краснинський район)
Самсони (рос. Самсоны) — село в Краснинському районі Смоленської області Росії. Входить до складу Вікторовського сільського поселення.
Населення — 25 осіб (2007).

## Розташування
Розташоване в західній частині області на березі річки Вешенка, за 23 км на північ від районного центру, смт Красний, за 41 км від залізничної станції Гусино на лінії Вязьма — Смоленськ

## Історія
Станом на 1885 рік у колишньому власницькому селі Селецької волості Краснинського повіту Смоленської губернії мешкало 356 осіб, налічувалось 50 дворових господарств, існували православна церква, богодільня й школа.
У роки Німецько-радянської війни село окуповано гітлерівськими військами у липні 1941 року, звільнено у вересні 1943 року.